# Podmorska gorja
Podmorski planinski lanci su planinski lanci koji su uglavnom ili potpuno pod vodom, a posebno ispod površine oceana. Ako imaju tektonsko porijeklo, često se nazivaju srednjooceanskim hrbatima. Aako su pak nastali prošlim nadvodnim vulkanizmom, poznati su kao podmorski planinski lanci. Najveći i najpoznatiji podmorski planinski lanac je Srednjoatlantski hrbat. Uočeno je da su, "slično onima na kopnu, na mjestima podmorskih planinskih lanaca česte vulkanske i seizmološke aktivnosti".